# Sibbesse
Sibbesse là một đô thị ở huyện Hildesheim trong bang Niedersachsen, Đức. Đô thị Sibbesse có diện tích 17,74 km², dân số thời điểm ngày 31 tháng 12 năm 2006 là 2824 người. Sibbesse có cự ly khoảng 10 km về phía nam của Hildesheim.
Sibbesse là thủ phủ của Samtgemeinde ("đô thị tập thể") Sibbesse.